# Global Load Control
Global Load Control (spesso abbreviata in GLC) è una società controllata del Lufthansa Group fondata a Città del Capo, in Sudafrica, nel 2004. La società fornisce servizi di controllo tramite remoto di peso, bilanciamento e carico degli aerei alla sua società madre, Lufthansa, e ad altre compagnie aeree. Global Load Control opera dalle sue tre sedi principali situate a Città del Capo, Brno e Istanbul. Questi tre centri coordinano più di 140 basi di Lufthansa e gestiscono circa 1800 voli al giorno. Il centro operativo di Città del Capo è ad oggi diventato il primo centro di controllo per il carico degli aerei di Lufthansa al di fuori della Germania. Prima della fondazione dell'azienda, Lufthansa manteneva due centri di controllo a Monaco di Baviera e Francoforte sul Meno.

## Storia
Cronologia degli eventi:
- 2004: Global Load Control viene fondata da Lufthansa a Città del Capo.[4]
- 2007: viene istituito il centro operativo a Brno, in Repubblica Ceca.[4]
- 2009: viene istituito il centro operativo di Istanbul, in Turchia.[4]

## Controversie
La decisione di Lufthansa di aprire un centro di controllo del carico al di fuori della Germania non fu accolta con favore dai controllori di Francoforte e Monaco, temendo di perdere il lavoro. Il coinvolgimento dei sindacati impedì per un certo periodo di tempo che i voli a lungo raggio in partenza dalla Germania fossero gestiti dal nuovo centro di controllo a Città del Capo.
La decisione di Lufthansa di esteriorizzare le proprie esigenze di controllo del carico ai propri centri di Città del Capo, Brno e Istanbul venne motivata da minori costi operativi, infatti le spese per effettuare dei voli al di fuori della Germania erano circa il 30% più economici. Un altro fattore motivante che spinse Lufthansa a esteriorizzare il controllo del carico a Città del Capo, Brno e Istanbul fu  l'elevato numero di espatriati tedeschi e di residenti locali con una buona conoscenza della lingua tedesca che ancora oggi vivono in queste città.
Nel 2008, vennero sollevate delle preoccupazioni in merito alla qualità del lavoro svolto dal centro di Global Load Control a Città del Capo, in particolare da una compagnia aerea cliente, richiedendo che le operazioni di controllo del carico di Lufthansa verso  l'aeroporto di Francoforte venissero trasferite nuovamente a Francoforte. In risposta a queste critiche, Lufthansa dichiarò che il passaggio dal controllo centralizzato a quello da remoto e dai fogli di carico manuali a quelli elettronici era negli interessi della compagnia e che furono adottate misure per affrontare le preoccupazioni relative alla qualità. Da allora, Global Load Control ricevette  la certificazione Dekra "ISO 9001:2008", dichiarando sul suo sito web aziendale di impegnarsi a fornire un servizio di qualità aggiornando continuamente i suoi sistemi di gestione concentrandosi sui principi di sicurezza, puntualità e sostenibilità economica.